# Colette d'Arville
Colette d'Arville,,, née en 1902 dans le Pays basque français et morte le 16 décembre 1944 à New York (États-Unis), est une chanteuse soprano et actrice de comédie musicale française qui a mené une carrière internationale dans des opéras, des concerts et des comédies musicales des années 1920 aux années 1940. Née Marie Marthe Cescosse, elle commence sa carrière au Théâtre des Bouffes-Parisiens de 1922 à 1927 sous le nom de scène de Colette Etchery. Elle change son nom de scène en Colette d'Arville pour ses débuts aux États-Unis dans la comédie musicale Here's Howe, jouée à Broadway en 1928. Elle a été active à l'Opéra-Comique de Paris pendant les années 1930, et s'est produite périodiquement dans des opéras avec des compagnies américaines de 1931 à 1942, tout en se produisant à la radio américaine et en donnant des concerts et des récitals. Elle a été particulièrement associée au rôle-titre de Carmen de Georges Bizet. Tout en se produisant principalement sur scène et à la radio, elle interprète une Française dans le premier film sonore égyptien Les Fils à papa réalisé en 1932 par Mohammed Karim et elle joue le rôle de Chichita dans le film musical américano-argentin Tango Bar, réalisé en 1935 par John Reinhardt. Elle a entretenu une relation amoureuse avec le compositeur américain Deems Taylor et le ténor italien Giovanni Martinelli.

## Biographie

### Sous le nom de Colette Etchery
Colette d'Arville est née en 1902 au Pays basque français sous le nom de Marie Marthe Cescosse, d'Émile et Jeanne Cescosse, et a commencé sa carrière en Europe sous le nom de scène de Colette Etchery. Avant de partir pour l'Amérique, elle est engagée au Théâtre des Bouffes-Parisiens de 1922 à 1927 où elle s'impose comme comédienne et soprano dans l'opérette française. D'abord formée au chant à Paris par Berton, elle étudie ensuite le chant avec Estelle Liebling, le professeur de chant de Beverly Sills, à New York,.

### Sous le nom de Colette d'Arville
D'Arville se rend aux États-Unis en 1928 lorsque les agents d'artistes Edward S. Keller et Sam Shannon de l'agence Keith-Albee-Orpheum (K-A-O) la font entrer dans le circuit du vaudeville américain ; c'est à cette époque qu'elle adopte le nom de scène de Colette d'Arville,.
Ils l'ont présentée comme ayant 18 ans à l'époque, mais en réalité elle en avait 26,. Elle fait ses débuts au théâtre américain dans le rôle de Claudette Pernier dans la comédie musicale Here's Howe de Roger Wolfe Kahn, Joseph Meyer et Irving Caesar, dont la première a eu lieu au Shubert Theatre de Boston le 23 avril 1928, pour une semaine de représentations d'essai. L'œuvre a été présentée à Broadway au Broadhurst Theatre le 1er mai 1928, et a été produite par Alex. A. Aarons et Vinton Freedley, avec une chorégraphie de Sammy Lee. Après la fermeture de cette production le 20 juin 1928, elle a interprété le rôle de Trini dans la tournée nationale de la comédie musicale Take the Air de Dave Stamper, qui a débuté en août 1928.
Plus tard dans l'année, elle est engagée comme chanteuse à la radio WHN de New York et est engagée par la Metro-Goldwyn-Mayer pour tourner des courts métrages musicaux à Hollywood,.
D'Arville se produit périodiquement au Théâtre national de l'Opéra-Comique à Paris dans les années 1930. En 1931, elle interprète le rôle-titre de Carmen de Georges Bizet au Crescent Theatre de Trenton, dans le New Jersey, pour sa première incursion à l'opéra aux États-Unis. La même année, elle donne son premier récital à New York au Town Hall. En Égypte, elle apparaît dans le film Les Fils à papa de 1932, qui marque ses débuts dans le cinéma égyptien. En 1932, elle fait la promotion des savons de bain Linit dans des publicités radiophoniques. La même année, elle donne un récital à l'hôtel Biltmore de New York, au cours duquel elle interprète des chansons de Robert Schumann et de Manuel de Falla. Elle effectue une tournée aux États-Unis dans le rôle de Carmen avec la Cosmopolitan Grand Opera Company en 1932, et reçoit des critiques élogieuses dans le Washington Post lorsque la troupe se produit au National Theatre en janvier de cette année-là :
« Colette D'Arville was a gay, bewitching, whimsical coquette in Bizet's opera Carmen last night when an appreciative audience enjoyed her wiles and witcheries and realistic portrayal of the cigarette girl of Old Seville ... Mlle. D'Arville, singing the role in French, was entirely in her element. Her voice is a dramatic soprano with coloratura range and vivid in interpretation. With Calvé fervor she threw herself into the role. Her acting was of a high order and an attractive personality enhanced the thrilling operatic picture presented by her. »
— Rosa Ponselle

« Colette d'Arville était coquette, ensorcelante, et fantasque dans l'opéra Carmen de Bizet hier soir, lorsqu'un public enthousiaste a apprécié ses ruses et ses sorcelleries ainsi que son portrait réaliste de la fumeuse de cigarettes du vieux Séville ... Mlle d'Arville, qui interprète le rôle en français, était tout à fait dans son élément. Sa voix est celle d'un soprano dramatique avec une tessiture de coloratura et une interprétation vive. Avec la ferveur de Calvé, elle s'est jetée dans le rôle. Son jeu d'actrice était de haut niveau et sa personnalité séduisante renforçait l'image fascinante qu'elle donnait de l'opéra. »
En 1935, D'Arville joue Chichita aux côtés de Carlos Gardel dans le film musical Tango Bar, réalisé par John Reinhardt pour Paramount Pictures. La même année, elle est membre de la troupe d'opéra léger de WOR, qui interprète des opérettes et des comédies musicales à la radio. En 1936, elle est l'un des membres fondateurs de l'American Guild of Musical Artists. La même année, elle se produit en récital avec le ténor du Metropolitan Opera Giovanni Martinelli. En 1937, D'Arville interprète Carmen à l'Academy of Music de Philadelphie. En 1939, elle participe à un concert organisé par le compositeur Deems Taylor à l'hôtel Waldorf-Astoria, intitulé A Spring in Old Vienna.

### Seconde Guerre mondiale et décès
D'Arville rendait visite à sa famille à Paris pendant la Seconde Guerre mondiale lorsque l'armée allemande a envahi la ville en juin 1940. Elle réussit à se rendre en territoire non occupé et à retourner à New York. Elle interprète le rôle-titre dans Le Jongleur de Notre-Dame de Massenet avec le Newark Civic Grand Opera en avril 1942.
En 1943, elle chante dans des « spectacles de camp » avec les United Service Organizations pour les Forces armées des États-Unis au Camp Kilmer avec Martinelli ; elle offre également ses talents pour des représentations à Broadway de l'American Theatre Wing pendant la Seconde Guerre mondiale.
D'Arville meurt à New York en 1944 à l'âge de 42 ans. Elle a un fils, Gaston Etienne Cescosse, né hors mariage.

## Filmographie
- 1932 : Les Fils à papa (أولاد الذوات) de Mohammed Karim
- 1935 : Tango Bar de John Reinhardt